# Der Bürgerkrieg in Frankreich
Der Bürgerkrieg in Frankreich ist ein 1871 geschriebenes Pamphlet von Karl Marx, welches als offizielle Erklärung des Generalrats der Internationale verfasst und veröffentlicht wurde. Es handelt von der Wichtigkeit der Unterstützung der Kommunarden.

## Entstehungs- und Veröffentlichungsgeschichte
Zwischen April und Mai 1871 sammelte Marx in London verschiedene Zeitungsartikel über die Pariser Kommune und deren Voranschreiten auf Englisch, Französisch und Deutsch. Marx hatte Zugriff auf französische Publikationen, die die Kommune unterstützten, aber auch auf mehrere bourgeoise Zeitschriften, die sich gegen sie stellten. Außerdem bezog er sich auf persönliche Berichte von Mitgliedern der Kommune wie Paul Lafargue und Peter Lavrow.
Ursprünglich war es Marx’ Absicht, die Schrift an die Arbeiter in Paris zu adressieren. Nach weiteren Überlegungen beschloss Marx jedoch, das internationale Proletariat zum Adressaten zu machen. Nachdem der Generalrat seinen Vorschlag gebilligt hatte, über die allgemeine Tendenz des Kampfes zu schreiben, begann er mit dem Verfassen des Werkes. Der Großteil soll im Mai 1871, also während des Endkampfes der Pariser Kommune bis hin zu ihrer Niederlage am 28. Mai 1871, geschrieben worden sein.

## Veröffentlichung
Die erste Ausgabe der Schrift wurde als „The Civil War in France: Address of the General Council of the International Working-Men’s Association“ in London veröffentlicht. Von dem kleinen Dokument mit 35 Seiten wurden zunächst 1000 Exemplare gedruckt, die sehr schnell ausverkauft waren. Darauf folgte ein billigerer Druck mit 2000 Exemplaren. Eine dritte englischsprachige Version wurde noch im selben Jahr gedruckt mit einigen Korrekturen zu den vorherigen Ausgaben. Das Pamphlet wurde ins Deutsche, Französische, Russische, Italienische, Polnische, Niederländische, Flämische, Spanische, Serbokroatische und Dänische übersetzt und wurde als Zeitungsartikel beziehungsweise Broschüre veröffentlicht.
Die deutsche Fassung wurde von Friedrich Engels übersetzt und zum ersten Mal in der Zeitschrift „Der Volksstaat“ abgedruckt, gefolgt von der Zeitschrift „Der Vorbote“. Zum 5. und 20. Jahrestag des Falls der Pariser Kommune gab Engels das Pamphlet erneut in Druck. Während zum 5. Jahrestag nur Kleinigkeiten korrigiert wurden, fügte er zum 20. Jahrestag eine umfangreiche Einleitung hinzu.